# Arco inclinado
Arco inclinado (en inglés, Tilted Arc) fue una controvertida instalación de arte público de Richard Serra, exhibida en Foley Federal Plaza en Manhattan de 1981 a 1989. Consistía en una placa sólida sin terminar de acero COR-TEN cubierta de óxido, de unos treinta y siete metros (120 pies) de largo y poco menos de cuatro metros (12 pies) de alto. Sus defensores lo caracterizaron como una importante obra de un artista conocido que transformó el espacio y avanzó en el concepto de escultura. Sin embargo, los críticos se centraron en su fealdad percibida, un objeto que arruinaba el lugar donde estaba. Tras un agrio debate público, la escultura fue retirada en 1989 como resultado de una demanda federal y nunca ha sido exhibida públicamente desde entonces, de acuerdo con los deseos del artista.

## Puesta en marcha y diseño
En 1979, el programa de Arte en Arquitectura de la Administración de Servicios Generales de los Estados Unidos decidió encargar una obra de arte público para adornar el espacio abierto frente a una ampliación planificada al Edificio Federal Jacob K. Javits en Manhattan, Nueva York. .  
Siguiendo la recomendación de un panel de expertos Fondo Nacional para las Artes, el administrador de la General Services Administration (GSA) le dio el encargo al escultor Richard Serra,  un graduado en bellas artes de la Universidad de Yale que a los 40 años era uno de los principales escultores minimalistas.   El contrato exigía que Serra entregara la obra a GSA, convirtiéndola así en propiedad de Estados Unidos. 
La obra de arte posminimalista fue diseñada y construida en 1981.  La pieza representaba el estilo minimalista y conceptual de Serra.  Tilted Arc era una placa sólida e inacabada de acero COR-TEN, de 120 pies (36,6 m) de largo, 12 pies (3,7 m) de alto y 2,5 pulgadas (6,4 cm) de espesor.  Como su nombre indica, estaba ligeramente inclinado.
Fue ubicada en la Plaza Federal, dividiendo el espacio y bloqueando la vista y el paso de quienes frecuentaban la plaza.  Serra dijo sobre el diseño: "El espectador toma conciencia de sí mismo y de su movimiento a través de la plaza. A medida que se mueve, la escultura cambia. La contracción y expansión de la escultura resultan del movimiento del espectador. Paso a paso, la percepción no solo de la escultura sino todo el entorno cambia." El acero es autooxidante y está diseñado para desarrollar una apariencia oxidada natural con el tiempo. 
Para Serra, una parte importante del significado de la obra era que interactuaría con el viajero que pasaba por la plaza, un lugar por el que normalmente se pasaba rápidamente de camino a otro lugar.  Posteriormente, esto sería importante como base para la designación de la obra por parte de Serra como específica del sitio . 

## Reacciones
Encargado en 1979, Tilted Arc inmediatamente atrajo intensos comentarios negativos, principalmente del juez Edward D. Re, así como feroces defensores. Quienes trabajaban en el área encontraron la escultura extremadamente perturbadora para sus rutinas diarias y en pocos meses se recogieron cientos de firmas para su remoción.  Serra, sin embargo, escribió: "Es una obra específica para ese sitio y, como tal, no debe ser reubicada. Quitar la obra es destruirla".
Los defensores de Serra arguían que Tilted Arc fue diseñada para ser contraria a la intuición, para "redefinir" el espacio en el que existía y que debido a esta relación íntima entre la ubicación y el significado de la obra, no podía existir como obra de arte a menos que permaneciera en esa ubicación exacta dentro de Foley Plaza.  Por lo tanto, se dijo que al retirar la escultura física de acero, el gobierno destruiría la obra en general, independientemente de su existencia física. 
Los opositores respondieron que, debido a que la escultura obligaba al sitio a funcionar como una extensión de la escultura, en realidad estaba "manteniendo al sitio como rehén". Calvin Tomkins, crítico de arte de la revista The New Yorker, se pronunció al respecto: "Creo que es perfectamente legítimo preguntarse si los espacios y los fondos públicos son el contexto adecuado para un trabajo que atrae a tan poca gente, sin importar lo lejos que avance en el concepto de escultura."  El sociólogo Nathan Glazer declaró en The Public Interest que Serra estaba “atacando lo horrible aumentando el horror. A la penuria de trabajar en un edificio feo y mal diseñado, a Serra se le ocurrió añadir más pena en forma de una escultura que era fea para la mayoría de la gente, que obstruía la plaza, que no ofrecía espacio para sentarse, que bloqueaba el sol y la vista, haciendo con ello que la plaza fuera inutilizable incluso para esos momentos de asueto en los que el clima permitía a los trabajadores de las oficinas cercanas almorzar afuera”.  Storefront for Art and Architecture invitó a destacados artistas y arquitectos de Nueva York a imaginar la futura plaza como una protesta en "After Tilted Arc". 
En marzo de 1985 se celebró una audiencia pública sobre el tema de la escultura en la que 122 personas declararon a favor de conservar la pieza y 58 a favor de retirarla. Entre los oradores destacados que defendieron la escultura se encontraban Philip Glass, Keith Haring y Claes Oldenburg . Artistas, historiadores del arte e incluso un psiquiatra testificaron a favor de que la escultura permaneciera en su lugar.  Los trabajadores locales pidieron su remoción y hubo quien dijo: "Cada vez que paso por esta supuesta escultura, simplemente, no puedo creerlo... La GSA o quienquiera que haya aprobado esto va más allá del ámbito de la estupidez. Esto supera la locura. ¿Cómo de loco hay que estar para pagar 175000 dólares por esa pared de metal oxidado?" 
En apoyo de la retirada de la escultura, el gobierno presentó múltiples argumentos de seguridad, alegando que permitir que la escultura permaneciera en la plaza "correría el riesgo de desviar explosiones hacia los edificios gubernamentales opuestos e impediría una vigilancia adecuada del área más allá".  Un jurado de cinco personas resolvió, por cuatro votos a uno, retirar la escultura. 
En 1986, Serra demandó a la GSA por la eliminación de "Tilted Arc". Esta demanda se ha considerado como la controversia sobre esculturas públicas más notoria en la historia del derecho del arte. 

## El juicio
La denuncia de Serra contra la Oficina de Servicios Generales de Estados Unidos buscaba impedir que este organismo violara un acuerdo verbal de no retirar la escultura de la Plaza Federal.  Serra también afirmó que la eliminación de "Tilted Arc" constituía una violación de su derecho a la libertad de expresión de la Primera Enmienda y del derecho al debido proceso de la Quinta Enmienda.  El tribunal de distrito federal rechazó las tres peticiones de Serra. Entonces el artista apeló a una segunda instancia. Allí se sentenció que, puesto que la obra era, legalmente, propiedad del estado, quedaba a su discreción lo que hacer con ella. Por otra parte, la accesibilidad de la plaza estaba por encima de la libertad de expresión de Serra a quien, por otra parte, no quedaba ningún derecho de propiedad sobre la obra.

## Secuelas
Tilted Arc se almacenó en tres secciones apiladas en un aparcamiento del gobierno en Brooklyn en cuanto fue retirada de la plaza. En 1999, las piezas fueron trasladadass a un espacio de almacenamiento en Maryland .  Es muy probable que la obra nunca más se vuelva a montar, ya que ése fue el deseo de Serra. Serra ha afirmado que el caso ejemplifica la preferencia del sistema legal estadounidense por los derechos de propiedad capitalistas sobre la libertad democrática de expresión . 

## Influencia
La controversia del Tilted Arc puede haber contribuido a la promulgación, en 1990, de la Ley de Derechos de los Artistas Visuales (VARA), una enmienda a una ley anterior sobre derechos de autor que otorga "derechos morales" al artista, como la atribución y la integridad cuando se trata de pinturas, dibujos y esculturas.  Sin embargo, una decisión de 2006 de la Corte de Apelaciones de Estados Unidos estableció que VARA no protege la ubicación como componente del trabajo específico del sitio. 
William Gaddis satirizó estos acontecimientos en su novela de 1994, A Frolic of His Own . 